# Mireille Robert
Pour les articles homonymes, voir Robert.
Mireille Robert, née le 1er mars 1962 à Orthez, est une femme politique française. Membre de Cap21 et de La République en marche, anciennement députée de la troisième circonscription de l'Aude.

## Biographie
Mireille Robert est devenue professeur des écoles et directrice de l'école de Pieusse à l'issue de ses études au sein de l'Université de Perpignan et de l'Université de Toulouse.
Ayant des racines audoises de par sa mère et catalane de par son père, elle est, par son mariage, entrée dans une famille de viticulteurs producteurs de blanquette de Limoux. Enfant, elle a vécu dans de nombreux pays africains, notamment au Sénégal, à Madagascar et au Gabon, pour suivre son père qui travaillait à l'étranger.

### Engagements politiques
Militante bénévole au sein de plusieurs associations culturelles et caritatives, elle s'engage en politique lors des élections sénatoriales françaises de 2014 aux côtés du maire de Magrie, Didier Combis. Elle est ensuite investie pour les Citoyens du Midi par le maire de Montpellier Philippe Saurel pour les élections régionales de 2015.
Lors des élections municipales de 2014, elle est élue conseillère municipale de la commune de Pieusse.
Lors du second tour des élections législatives de 2017, elle devance le président du Conseil départemental de l'Aude, André Viola, en étant élue première femme députée de la troisième circonscription de l'Aude. Membre du groupe majoritaire La République en Marche !, elle est désignée commissaire aux affaires sociales à l'Assemblée nationale.
Elle est élue vice-présidente des deux groupes d'études Vigne, Vin, Œnologie et Cancer. À ce titre, elle participe notamment à la campagne Octobre rose visant à sensibiliser au dépistage du cancer du sein. En 2019, elle participe à l'organisation d'une exposition au sein du Palais Bourbon en partenariat avec l'association de patients Europa Donna.
En 2020, elle publie un rapport d'information sur l’accueil familial.

### Vie privée
Elle a trois enfants : une fille de 33 ans et deux garçons 27 et 21 ans. Elle est mariée à un viticulteur de l'Aude, producteur de blanquette de Limoux.